# Паскуалини, Алессандро
Алессандро Паскуалини (итал. Alessandro Pasqualini; 5 мая 1493—1559, Билефельд) — итальянский архитектор, принесший архитектуру Возрождения в Нидерланды.

## Биография

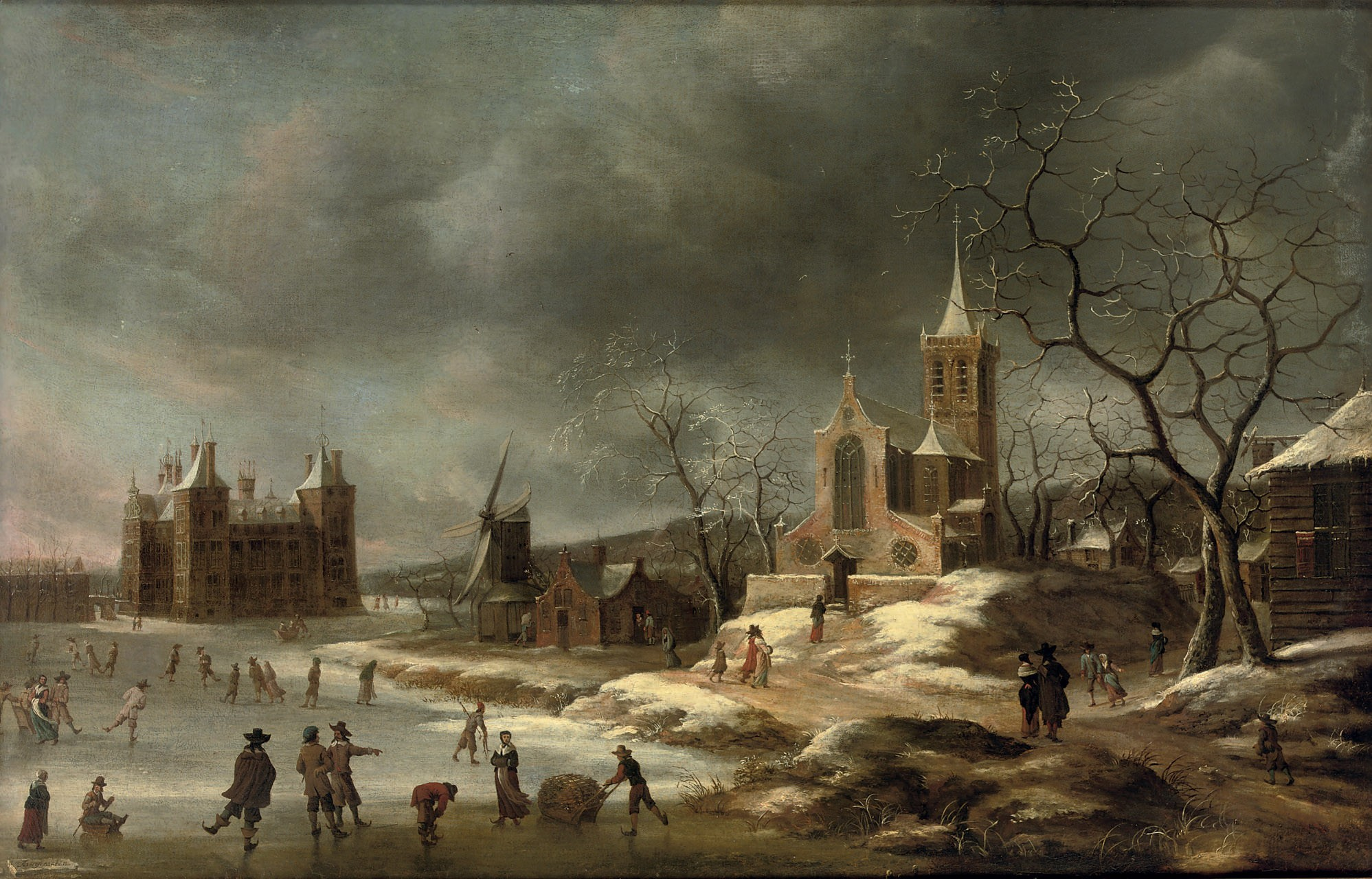
Замок Бюрен в XVII веке

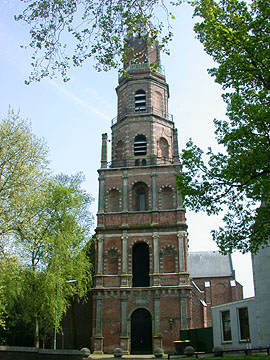
Колокольня церкви в Эйсселстейне работы Паскуалини. 1535 год

Алессандро Паскуалини родился в Болонье. В Нидерланды, где он проработал 18 лет, его пригласил штатгальтер Флорис ван Эгмонд, граф Бюрена.
Наиболее значимыми работами Паскулиани являются башня церкви в Эйсселстейне и замок Бюрен. Также среди его работ восьмиугольной ярус колокольни Бюрен, фасад южного трансепта церкви в Граве и укреплений в Лердаме и Кампене.
После смерти графа Эгмонда перешёл на службу к герцогу Вильгельму Клевскому. Занимался восстановлением Юлиха после разрушительного пожара 1547 года.
Его сын Иоганн Паскуалини (1535—1581) после учёбы во Флоренции стал архитектором и продолжил дело отца в Северной Германии и Нидерландах.

## Исследования
- Paolo Portoghesi, Dizionario enciclopedico di architettura e urbanistica, Vol. IV, Roma 1968
- Günter Bers, Der italienische Architekt Alessandro Pasqualini (1493—1559) und die Renaissance am Niederrhein: Kenntnisstand und Forschungsperspektiven, Fischer (Jülich), 1994, ISBN 3-87227-051-6
- Guido von Büren, Alessandro Pasqualini: die italienische Renaissance am Niederrhein.
- Guido von Büren, Schlösser und Bastionen — importierte Renaissance: Alessandro Pasqualini (1493—1559). Dt. Kunstverl., 1995.
- Conrad Doose, Alessandro Pasqualini: ein Festungsbaumeister, Architekt und Künstler der Dombauschule von St. Peter in Rom und Belgien, in Deutschland und in den Niederlanden. Fischer (Jülich), 1993, ISBN 3-87227-047-8
- Friedrich Lau, Die Architektenfamilie Pasqualini. In: Düsseldorfer Jahrbuch 1920/24, Band 31, 1925, S. 108 f.
- Theo van Mierlo, Alexander Pasqualini: 1493—1559; Architekt und Festungsbaukundiger in den Niederlanden, ISBN 3-9801876-7-5